# Galeodea keyteri
Galeodea keyteri is een slakkensoort uit de familie van de Cassidae. De wetenschappelijke naam van de soort is voor het eerst geldig gepubliceerd in 1975 door Kilburn.